# Imperial Blaze
Imperial Blaze è il quarto album del cantante reggae giamaicano Sean Paul, uscito il 18 agosto 2009. In Italia l'album arriva alla posizione numero 77.

## Tracce
1. Intro: Chi Chi Ching – 0:50
2. Lace It – 2:51
3. So Fine – 3:30
4. Now That I've Got Your Love – 3:33
5. Birthday Suit – 3:25
6. Press It Up – 3:43
7. Evening Ride – 3:56
8. Hold My Hand – 3:26
9. She Want Me – 3:05
10. Daddy's Home – 3:30
11. Bruk Out – 3:24
12. Pepperpot – 3:50
13. Wine Baby Wine – 3:04
14. Running Out of Time – 3:21
15. Don't Tease Me – 3:19
16. Lately – 3:06
17. She Wanna Be Down – 3:37
18. Straight From My Heart – 4:26
19. Private Party – 3:34
20. I Know U Like It – 3:07

Edizione Deluxe
- Agarra Mi Mano (Hold My Hand in spagnolo) - 3:29
- Agarra Mi Mano (Video) - 3:32

## Classifiche
| Classifica        | Posizione |
| ----------------- | --------- |
| Austria           | 17        |
| Belgio (Fiandre)  | 31        |
| Belgio (Vallonia) | 11        |
| Canada            | 5         |
| Francia           | 8         |
| Germania          | 17        |
| Italia            | 77        |
| Paesi Bassi       | 36        |
| Stati Uniti       | 12        |
| Svizzera          | 4         |